# Єршина
Є́ршина (рос. Ершина) — присілок у складі Ісетського району Тюменської області, Росія.
Населення — 177 осіб (2010, 178 у 2002).
Національний склад станом на 2002 рік:
- росіяни — 90 %